# Charles de Bourgneuf
Pour les articles homonymes, voir Bourgneuf et Famille de Bourgneuf.
Charles de Bourgneuf de Cucé né au XVIe siècle et  mort le 17 juillet 1617 à Chartres est un prélat français.

## Biographie
Charles de Bourgneuf est fils de René de Bourgneuf de Cucé, premier président du parlement de Bretagne et  de Louise Marquer, et l'oncle  d'Henri de Bourgneuf d'Orgères, futur évêque de Nantes.
Il est nommé évêque de Saint-Malo le 6 décembre 1586. Il est ensuite ordonné diacre le 23 mai 1587, puis prêtre le 17 septembre 1587. Il résigne son évêché le 30 octobre 1596 et échange  le siège de Nantes avec Jean du Bec-Crespin le 31 août 1598. Il est également abbé  commendataire de l'abbaye Notre-Dame de Beaulieu de 1608 à sa mort.
Charles de Bourgneuf lui-même résigne à la fin de sa vie à la faveur de son neveu Henri de Bourgneuf d'Orgères. Son épiscopat est marqué par l'introduction du rite romain, un propre des saints nantais est publié en 1615. L'évêque participe au réseau des prélats réformateurs et est un ami des cardinaux du Perron et Tolet. Bourgneuf appelle à Nantes les recollets et l'Oratoire.